# 두브니차나트바홈

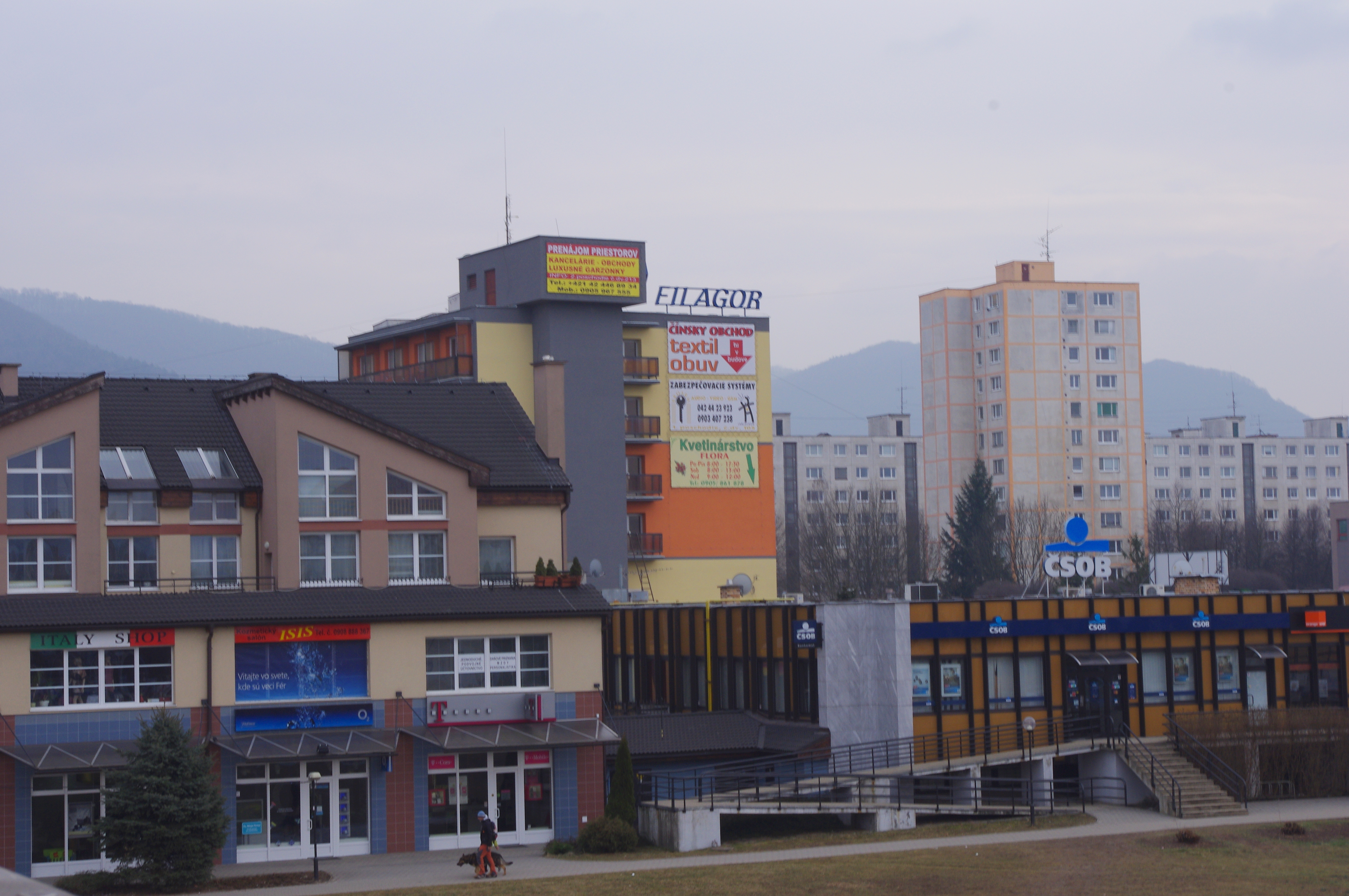
두브니차나트바홈

두브니차나트바홈(슬로바키아어: Dubnica nad Váhom, 독일어: Dubnitz an der Waag 두프니츠안데어바크[*], 헝가리어: Máriatölgyes 마리어퇼제시[*])은 슬로바키아 북서부 트렌친주에 위치한 도시로 면적은 49.137km2, 높이는 242m, 인구는 25,427명(2006년 기준), 인구 밀도는 517명/km2이다. 바흐강과 접하며 행정 구역상으로는 일라바구에 속한다.

시 문장